# Le Rocher-Percé
Le Rocher-Percé – regionalna gmina hrabstwa (MRC) w regionie administracyjnym Gaspésie–Îles-de-la-Madeleine prowincji Quebec, w Kanadzie. Stolicą jest miasto Chandler. Składa się z 6 gmin: 3 miast, 2 gmin, 1 terytorium niezorganizowanego. Nazwa pochodzi od monolitu Rocher Percé.
Le Rocher-Percé ma 17 979 mieszkańców. Język francuski jest językiem ojczystym dla 92,0%, angielski dla 7,8% mieszkańców (2011).